# جيم تومسون (لاعب كرة قدم بريطاني)
جيم تومسون (بالإنجليزية: Jim Thomson)‏ (1 أكتوبر 1946 بغلاسكو في المملكة المتحدة - ) هو لاعب كرة قدم بريطاني في مركز الدفاع. لعب مع تشيلسي ونادي بيرنلي.

## وصلات خارجية
- جيم تومسون على موقع قاعدة بيانات كرة القدم.إي يو (الإنجليزية)